# Luminance HDR
Luminance HDR è un software grafico usato per la creazione e la modifica di immagini HDRI. È rilasciato con licenza GNU GPL ed è disponibile per i sistemi operativi Linux, macOS e Windows. Luminance HDR supporta diversi tipi di file High Dynamic Range (HDR) e Low Dynamic Range (LDR).

## Funzionalità
La grafica HDR necessita di immagini digitali con esposizioni differenti. Luminance HDR combina tali immagini per produrne una con un alto contrasto. Per poterla visualizzare su un normale schermo per computer, Luminance HDR può convertirla in un'immagine in formato LDR.
Un problema comune nella fotografia HDR è che le immagini devono essere allineate perfettamente l'una all'altra. Se il soggetto è statico, si può ottenere questo risultato usando un treppiede o una superficie stabile su cui appoggiare la fotocamera. Se però le immagini non sono perfettamente allineate, il software è in grado di allinearle automaticamente. L'allineamento automatico è implementato utilizzando parte del codice del software Hugin.

## Formati supportati
Luminance HDR può creare e modificare i seguenti formati di grafica HDR:
- OpenEXR
- Radiance HDR
- TIFF (16 bit, 32 bit floating point e Logluv)
- Raw
- PFS

Il software può anche creare un'immagine HDR partendo da diverse immagini LDR e convertire HDR in LDR. Sono supportati i seguenti formati LDR:
- JPEG
- PNG
- Portable Pixmap
- Portable Bitmap
- TIFF (8 bit)